# Rheumaptera quinqueundulata
Rheumaptera quinqueundulata là một loài bướm đêm trong họ Geometridae.